# ميكا ليبونن
ميكا ليبونن (بالفنلندية: Mika Lipponen)‏ هو لاعب كرة قدم فنلندي في مركز الهجوم، ولد في 9 مايو 1964 في كآرينا في فنلندا. شارك مع منتخب فنلندا لكرة القدم. أما مع النوادي، فقد لعب مع تفينتي أنشخيدة وريال مايوركا ونادي آراو ونادي إيمن ونادي توركو.

## وصلات خارجية
- ميكا ليبونن على موقع قاعدة بيانات كرة القدم.إي يو (الإنجليزية)
- ميكا ليبونن على موقع ناشيونال فوتبول تيمز (الإنجليزية)
- ميكا ليبونن على موقع عالم كرة القدم.نت (الإنجليزية)